# Ferdinand Dollinger
Pour les articles homonymes, voir Dollinger.
Ferdinand Édouard Dollinger, né à Wasselonne le 5 octobre 1862 et mort à Strasbourg en 1936, est un médecin alsacien qui joua un rôle de premier plan dans la défense de la tradition culturelle française en Alsace.

## Biographie

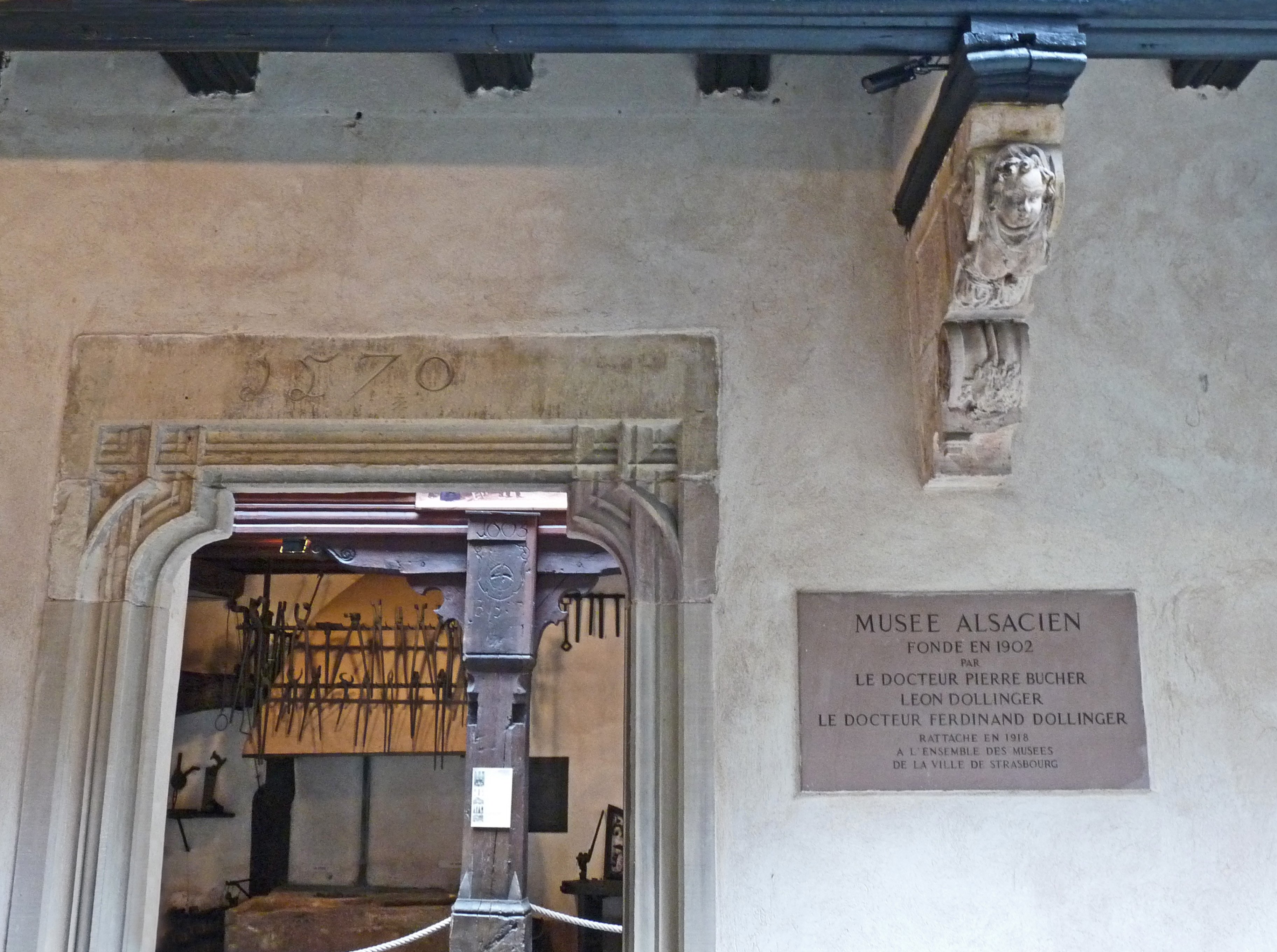
Plaque commémorative au Musée alsacien

Il fut membre du cercle de Saint-Léonard, devint le rédacteur en chef de la Revue alsacienne illustrée, publia de nombreux articles et, avec Pierre Bucher, son frère cadet Léon Dollinger et bien d'autres, fit partie des fondateurs du Musée alsacien.
En 1912, il se réfugia en Suisse et fut déchu de sa nationalité par l'administration allemande.
Après 1920, il fut administrateur de la Société des Amis de l'Université de Strasbourg, devenue la Société des Amis des Universités de l'Académie de Strasbourg. Puis, à la mort de Pierre Bucher, lil devint secrétaire général par intérim confirmé dans ses fonctions à l'assemblée générale du 14 mai 1921.

## Sélection d'écrits
- Eugène Boeckel, 1900
- Charles Staehling, 1903
- Que nous enseigne la terre d'Alsace ? Tableau de la préhistoire alsacienne, 1904
- Alfred Ritleng : président de la Société des amis des arts de Strasbourg, 1905
- Georges Adolphe Aubenas, 1906
- L'idée de patrie en Alsace, 1907
- L'ancien régime et la révolution en Alsace : Le dernier seigneur de Soultz, 1909
- Das elsässische Kulturproblem und die 'Welschlinge' : ein Bekenntnis, 1911
- Châteaux d'Alsace, 1912
- Le Devoir alsacien, conférence faite à Strasbourg en 1910 par le Dr F. Dollinger
- Sites d'Alsace : Gueberschwihr, 1914
- Le Conseil souverain d'Alsace, 1914